# Hostišovce
Hostišovce este o comună slovacă, aflată în districtul Rimavská Sobota din regiunea Banská Bystrica. Localitatea se află la altitudinea de 266 m deasupra n.m., se întinde pe o suprafață de 10,42 km2 și în 2017 număra 251 de locuitori. Se învecinează cu Budikovany, Teplý Vrch, Veľký Blh, Vyšné Valice, Chvalová, Slizké, Španie Pole și Drňa.

## Istoric
Localitatea Hostišovce este atestată documentar din 1333.

## Demografie
| An:                | 1994 | 2004    | 2014   | 2024    |
| ------------------ | ---- | ------- | ------ | ------- |
| Număr de persoane: | 179  | 200     | 253    | 223     |
| Diferență:         |      | +11,73% | +26,5% | −11,85% |

| An:                | 2023 | 2024   |
| ------------------ | ---- | ------ |
| Număr de persoane: | 225  | 223    |
| Diferență:         |      | −0,88% |